# تیم ملی بسکتبال زنان چکسلواکی
تیم ملی بسکتبال زنان چکسلواکی ، ماینده چکسلواکی در مسابقات بین‌المللی بسکتبال بود. پس از تجزیه چکسلواکی این کشور در سال ۱۹۹۳ ، تیم های جداگانه ای با نامهای جمهوری چک و اسلواکی تاسیس شدند.